# Havlíčkův Brod
Havlíčkův Brod, bis 1945 Německý Brod (deutsch Deutschbrod) ist eine Stadt in Ostböhmen, in der Region Vysočina in Tschechien. Sie liegt 24 Kilometer nördlich von Jihlava und gehört zum Okres Havlíčkův Brod.

## Geographie

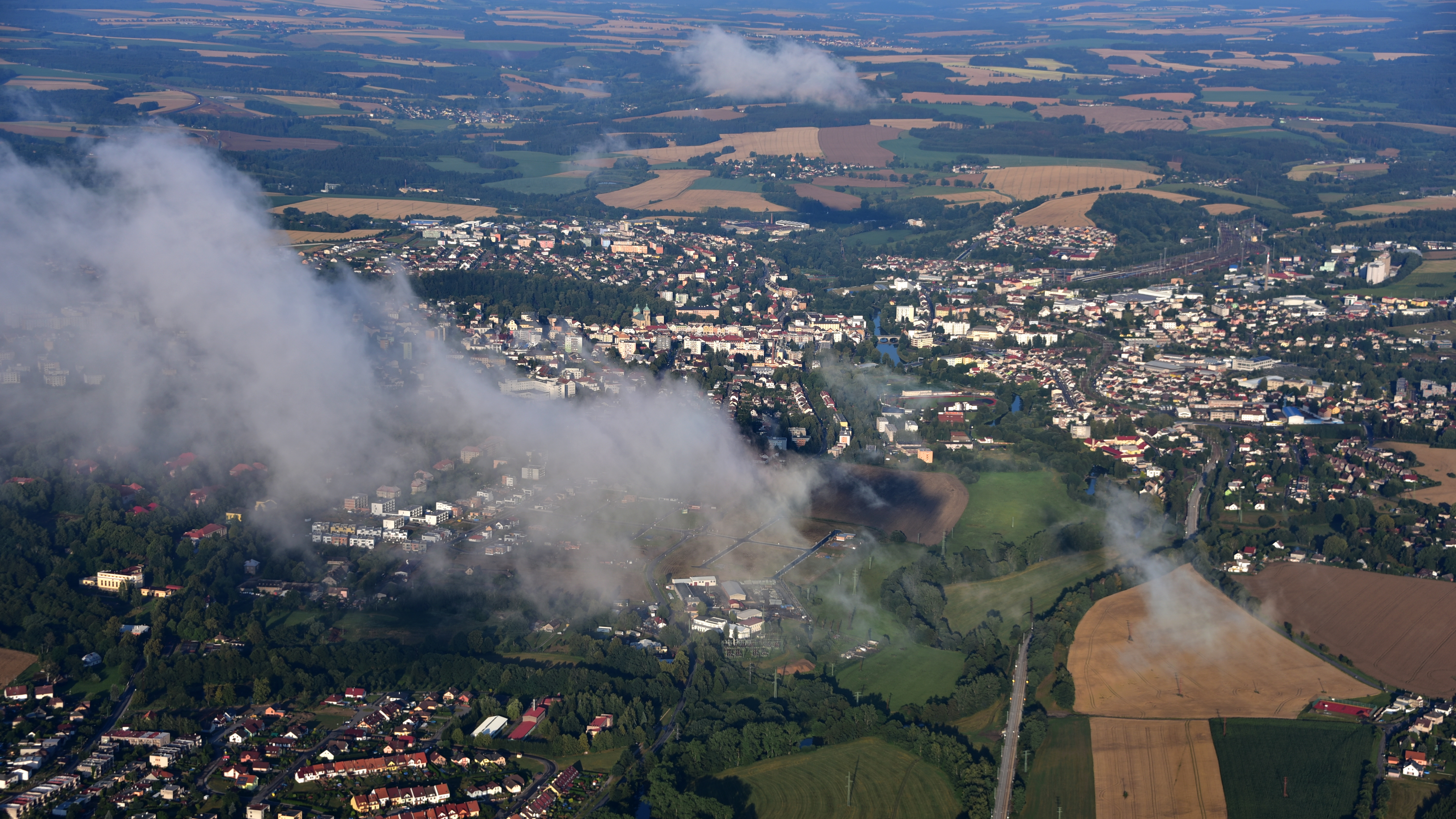
Havlíčkův Brod, Luftaufnahme (2018)

Havlíčkův Brod liegt am Fuß der Böhmisch-Mährischen Höhe (Českomoravská vrchovina) an einer Furt (= Brod) über die Sázava, in die am östlichen Stadtrand die Šlapanka einmündet. Nachbarorte sind Knyk und Český Dvůr im Norden, Krátká Ves, Žižkovo Pole, Stříbrné Hory und Pohled im Osten, Dlouhá Ves und Bartoušov im Südosten, Svatý Kříž und Šmolovy im Süden, Krásná Hora im Südwesten, Okrouhlice im Westen und Veselý Žďár im Nordwesten.

## Geschichte

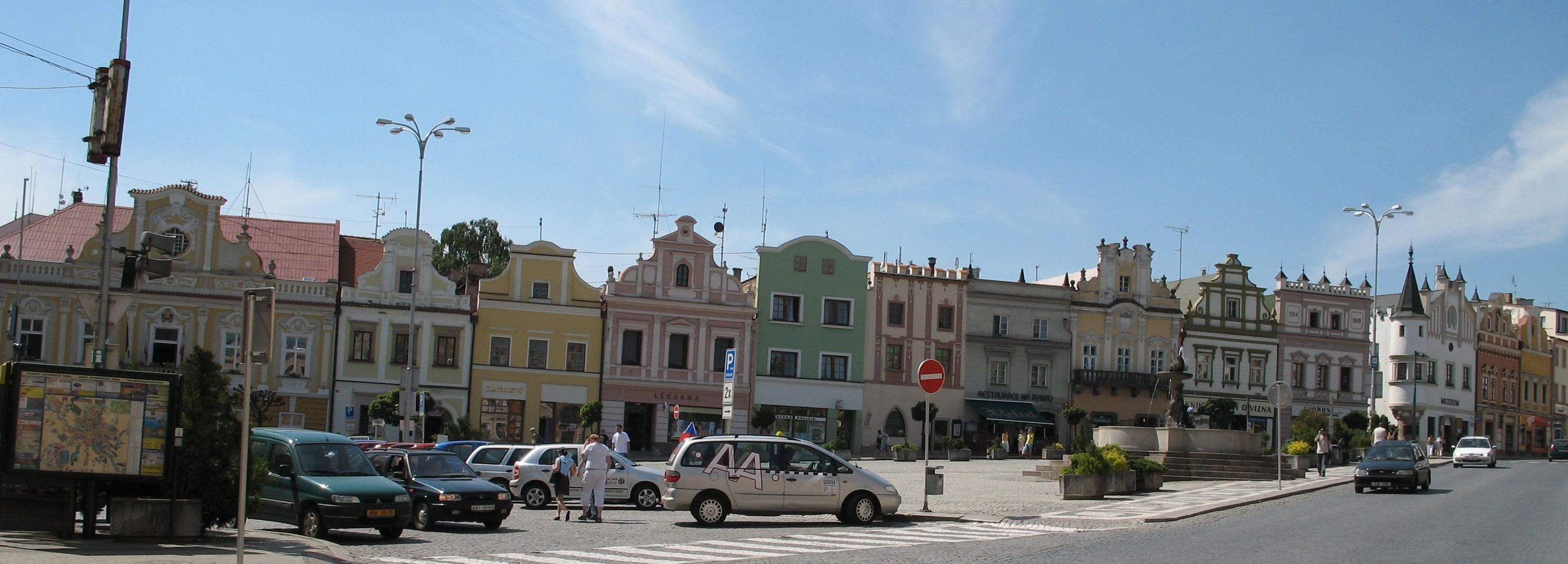
Hauptplatz von Havlíčkův Brod

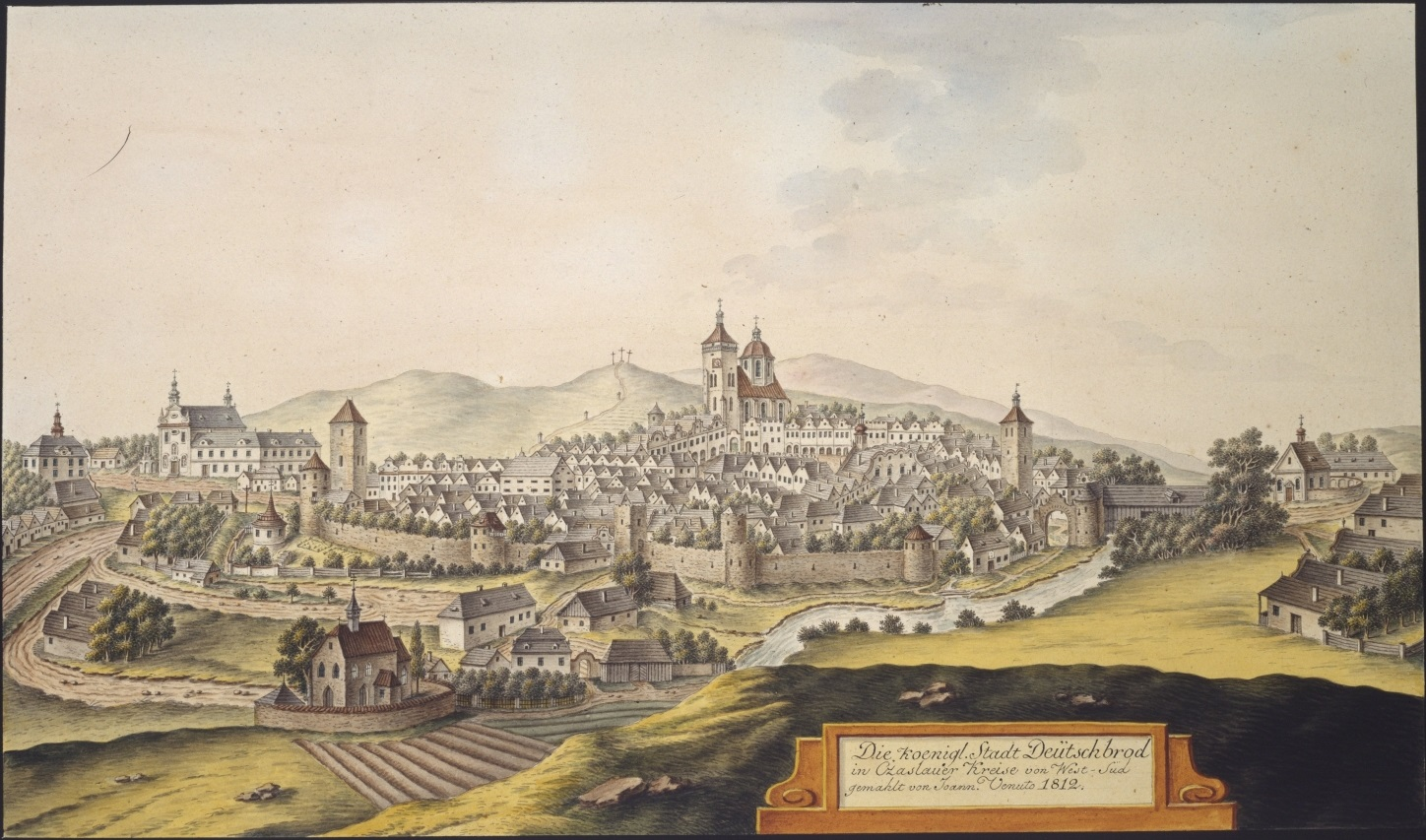
Die koenigl. Stadt Deutschbrod in Czaslauer Kreise von West-Süd, gemahlt von Joann. Venuto, 1812

Eine erste slawische Siedlung, die in der Cosmas-Chronik als Habrysteig erwähnt wird, entstand vermutlich schon im 12. Jahrhundert. Nachdem in der Nähe reiche Silbererzlager entdeckt wurden, erfolgte 1257 die Gründung einer Untertanenstadt, deren Besitzer Smil von Lichtenburg (Smil Světlický z Lichtenburka) war. Auf diesen geht vermutlich der erstmals 1269 erwähnte Ortsname „Brod Smilonis“ (Smilův Brod) zurück. Die für den Bergbau benötigten Bergleute kamen aus Sachsen, dem Harz und aus Tirol. 1278 erhielt Smilův Brod das Iglauer Stadt- und Bergrecht. Die Ortsbezeichnung „Broda Theutunicalis“ (Deutschbrod) ist erstmals für das Jahr 1308 nachgewiesen. 1310 wurde die Stadt ummauert und ein Lager für Marktwaren errichtet. Im 13. Jahrhundert entwickelte sich Deutschbrod zu einem wirtschaftlich bedeutenden Ort mit Bergbau, Handwerk und Landwirtschaft. Da die Verwaltung der Stadt in der Hand der deutschsprachigen Bürger lag, die auch die städtische Oberschicht und die Zünfte bildeten, und die ansässigen Tschechen zumeist als Handwerker und Bauern tätig waren, kam es zu nationalen Spannungen.
Die deutschen Bergleute führten um 1300 neue Bergbautechniken ein, z. B. die Ableitung des Grubenwassers durch horizontale Stollen oder mit Wasserrädern. Nach 1320 verlor der Silberbergbau an Bedeutung. Zum einen zeichnete sich die Erschöpfung der Silbererzvorkommen ab, zum anderen entwickelte sich das unweit gelegene Kuttenberg zu einem Zentrum des Silberbergbaus. Eine zusätzliche wirtschaftliche Schwächung verursachte ein Stadtbrand im Jahre 1340. Trotzdem konnte nach 1360 eine Wasserleitung gelegt und die Hauptstraßen gepflastert werden. Der Niedergang des Silberbergbaus hatte eine wirtschaftliche Umstrukturierung Deutschbrods zu einem Handels-, Handwerks- und landwirtschaftlichen Zentrum zur Folge.
Da während der Hussitenkriege das deutsche Patriziat und die Kommende des Deutschen Ordens auf der Seite des Königs Sigismund standen, nahmen die nationalen Spannungen besonders zu. Wohl deshalb wurde die Stadt am 22. Januar 1422 von Jan Žižka erobert und völlig zerstört. Erst 1429 erfolgte die Neubesiedlung der Stadt. 1436 gelangte Deutschbrod an die Trčka von Lípa, unter denen die Stadt eine wirtschaftliche und kulturelle Blüte erlebte. 1561–1600 war sie im Besitz der Grafen von Thurn und kam anschließend wiederum an die Trčka von Lípa. Nach dem Tod des Jan Rudolf Trčka von Lípa 1634 und einem nach seinem Tod gegen ihn geführten Gerichtsverfahren wurden dessen Besitzungen 1636 vom Kaiser konfisziert. Ein Jahr später erhob Kaiser Ferdinand III. Deutschbrod zur freien königlichen Stadt. Im Dreißigjährigen Krieg wurde die Stadt mehrmals geplündert und gebrandschatzt. Zudem wurde die Bevölkerung durch eine Pestepidemie dezimiert. 1654 waren nur noch 213 Häuser bewohnt, in denen 1.200 Menschen lebten. Am 31. Juli 1714 führte ein Wolkenbruch in der Gegend von Žďár nad Sázavou und Polná zu einer Sturzflut der Šlapanka und Sázava, die die Stadt am späten Nachmittag erreichte und bis Mitternacht kontinuierlich anstieg. 90 Häuser und die gedeckte Brücke über die Sázava wurden ganz weggerissen, viele weitere schwer beschädigt. Der Glockenturm der Katharinenkirche wurde mit den beiden Glocken nach Okrouhlice fortgeschwemmt. 70 Personen wurden von den Fluten fortgerissen, nur zwölf Leichen konnten gefunden werden. Nach Abzug der Flut am 3. August blieb eine 0,5 m hohe schwarze Schlammschicht mit Resten von Gebäuden und Zäunen zurück. Der Schaden betrug über 100.000 Rheinische Gulden.
1849 wurde Deutschbrod Sitz eines Gerichtsbezirks. 1868 wurde die Stadt Sitz des Bezirks Deutschbrod, zu dem 81 Ortschaften gehörten. Im 19. Jahrhundert erfolgte eine industrielle Entwicklung. Vor allem siedelten sich Spinnereien, Strickereien und Textil- sowie Maschinenindustrie an. Der wirtschaftliche Aufschwung wurde 1871 durch die Inbetriebnahme der Österreichischen Nordwestbahn, die von Wien über Znaim und Iglau nach Prag führte, gefördert. Nachfolgend wurde Deutschbrod zu einem wichtigen Eisenbahnknoten.
Während des Ersten Weltkrieges befand sich in der Rozskošská ul. – an der Stelle der heutigen Psychiatrischen Klinik eine große Barackenkolonie für überwiegend jüdische Flüchtlinge aus den Kriegsgebieten in Galizien und der Bukowina. Auf Grund der unzureichenden hygienischen Bedingungen in dem von bis zu 9.000 Menschen bewohnten Flüchtlingslager kam es zum Ausbruch von Typhus, außerdem erkrankten viele Kinder an einer Scharlach- und Masernepidemie. Der kleine jüdische Friedhof am Stadtrand von Deutschbrod bot keine Möglichkeit zur Bestattung der zahlreichen Toten aus dem Lager, so dass nördlich des Neuen städtischen Friedhofs ein jüdischer Typhusfriedhof angelegt wurde.
Anfang Mai 1945 wurde Deutschbrod letztes Hauptquartier von Generalfeldmarschall Ferdinand Schörner. Nach der Kapitulation der Wehrmacht am 8. Mai 1945 gerieten dort zahlreiche deutsche Soldaten auf der Flucht von Mähren nach Westböhmen in sowjetische Gefangenschaft. Im Zuge der Verfolgung der Deutschen wurden auch die deutschsprachigen Ortsnamen abgeschafft. „Německý“, das tschechische Wort für „deutsch“, wurde aus dem Ortsnamen entfernt und die Stadt zu Ehren des 1856 verstorbenen Schriftstellers Karel Havlíček Borovský in „Havlíčkův Brod“ umbenannt.
Die Textil- und Landmaschinenindustrie wurde nach 1945 weiter ausgebaut. Daneben entwickelten sich Lebensmittel- und chemische Industrie. Da in der Umgebung von Havlíčkův Brod auf großen Ackerflächen Kartoffeln angebaut werden, befindet sich in der Stadt ein entsprechendes Versuchs- und Forschungsinstitut. 1960 wurden die Gemeinden Okrouhličtí Dvořáci, Perknov und Pohledští Dvořáci aufgelöst und Havlíčkův Brod zugeschlagen. 1976 erfolgte die Eingemeindung von Termesivy.
Die Einwohnerzahl nahm kontinuierlich zu: 1880 betrug sie 5.549, 1910 waren es 10.702, 1930: 12.702, 1950: 15.122 und 1991: 24.872 Einwohner.

### Kultur und Bildung
Im 16. und 17. Jahrhundert entwickelte sich das Schul- und Bildungswesen in Deutschbrod. Um 1600 wirkte der aus dem ungarischen Komitat Neutra stammende
- Lorenz Benedikt von Nedožery (1555–1615; Vavřinec Benedikt z Nudožer)

als Leiter der Stadtschule. Er schuf hier die erste systematische Darstellung der tschechischen Sprache.
Das 1730 gestiftete Gymnasium, das zunächst von den Augustinern-Barfüßern und nach der Aufhebung des Ordens durch Kaiser Joseph II. von den Prämonstratensern geleitet wurde, besuchten u. a. die Schüler:
- Josef Dobrovský (1753–1829), Theologe, Slawist und Philologe
- Karel Havlíček Borovský (1821–1856), Schriftsteller
- Bedřich Smetana (1824–1884), Komponist
- František Jaromír Rubeš (1814–1853), Schriftsteller

Seit 1844 fanden auf Initiative Havlíčeks Theateraufführungen in tschechischer Sprache statt. Heute verfügt die Stadt über Fachschulen und eine Handelsakademie.

## Stadtgliederung
Die Stadt Havlíčkův Brod besteht aus den Ortsteilen Březinka (Bscheschinka), Havlíčkův Brod (Deutschbrod), Herlify (Riedelhof), Jilemník (Illemnik, älter Illmik, Gilemnik), Klanečná (Klanetschna), Květnov (Blumendorf), Mírovka (Friedenau), Poděbaby (Podiebab, älter Poywans), Suchá (Dürre), Svatý Kříž (Heiligenkreuz), Šmolovy (Schmolow, auch Schmalhof), Termesivy (Termeshof), Veselice (Weselitz) und Zbožice (Zboschitz).

## Sehenswürdigkeiten

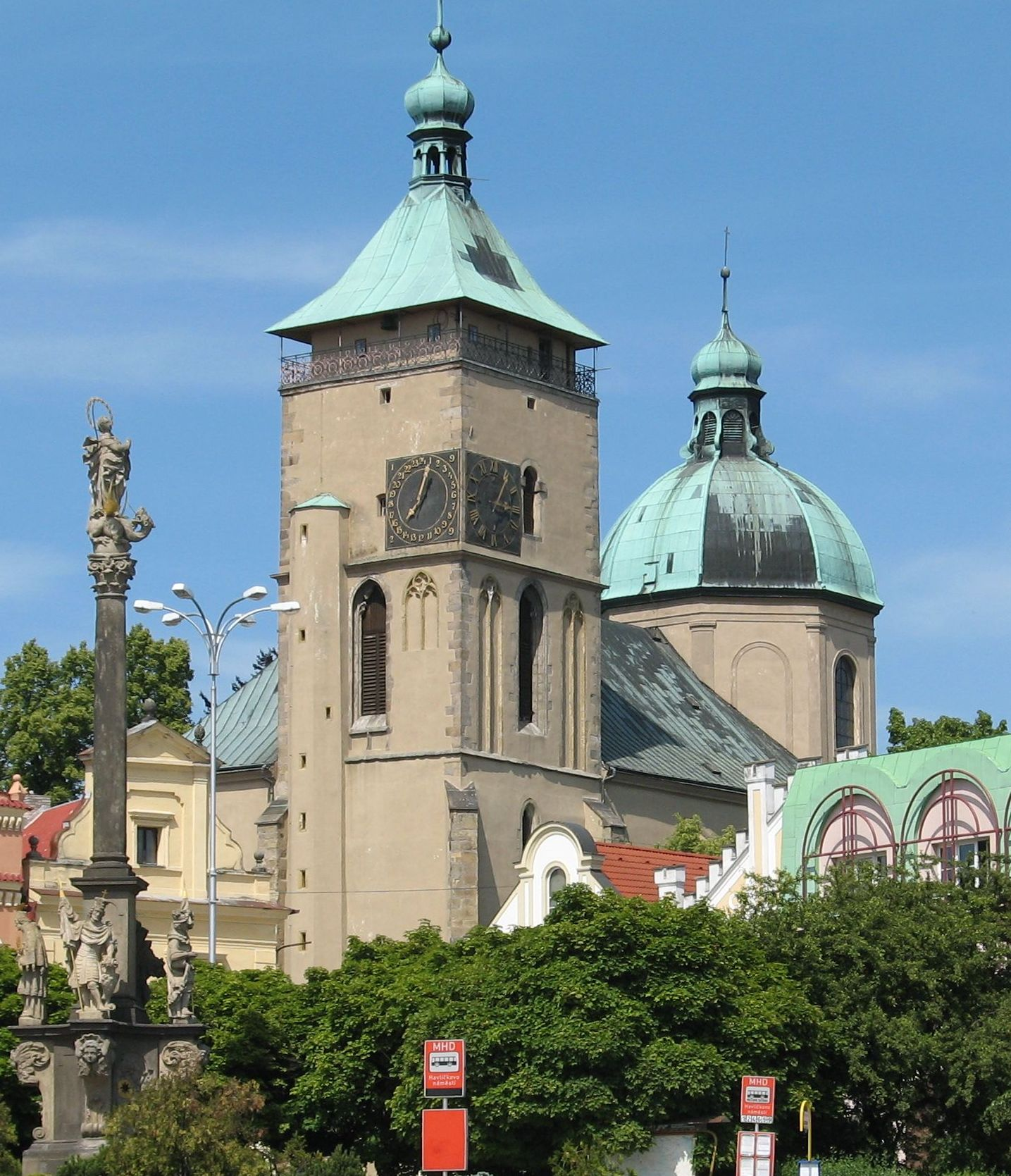
Kirche Mariä Himmelfahrt

- Marktplatz und Umgebung mit zahlreichen gotischen, Renaissance- und Barockhäusern.
- Die Mariensäule auf dem Marktplatz wurde 1715 vermutlich von Giovanni Battista Bulla geschaffen. An ihrem Sockel befinden sich die Figuren der Heiligen Andreas, Florian, Johannes von Nepomuk und Wenzel.
- Die Pfarrkirche Mariä Himmelfahrt aus dem 13. Jahrhundert wurde in den Hussitenkriegen zerstört und erst 1633–1637 unter Jan Rudolf Trčka von Lípa wieder aufgebaut. Der Hauptaltar mit Schnitzereien stammt aus dem Jahr 1661. Die Kuppel wurde von Johann Jakob Stevens von Steinfels ausgemalt.
- In dem nicht zerstörten Kirchturm der Pfarrkirche befindet sich die älteste Glocke Böhmens. Sie wurde um 1300 gegossen.
- Das Augustinerkloster mit der Klosterkirche der Hl. Familie wurde 1678–1733 errichtet.

## Städtepartnerschaften
Partnerstädte von Havlíčkův Brod sind
- Brielle, Niederlande, seit 1985
- Spišská Nová Ves, Slowakei, seit 1995
- Brixen, Italien, seit 2007 (dort lebte Karel Havlíček 1851–1855 im Exil)

## Persönlichkeiten
- Johann Stamitz (1717–1757), Gründer der frühklassischen Mannheimer Schule
- Antonín Kalina (1870–1922), Politiker
- Vilém Kurz (1872–1945), Pianist und Musikpädagoge
- Artur Pachner (1874–1944), Zahnarzt und Publizist, NS-Opfer
- Robert Mahler (1882–1953), Komponist; Gründer der Mahler-Orchester in Valdivia, Chile
- Pavel Landovský (1936–2014), Schauspieler, Dramatiker und Regisseur
- Jaroslav Holík (1942–2015), tschechoslowakischer Eishockeynationalspieler
- Jan Suchý (1942–2021), tschechoslowakischer Eishockeynationalspieler
- Josef Augusta (1946–2017), Eishockeyspieler und -trainer
- Pavel Poc (* 1964), Politiker
- Martin Čech (1976–2007), Eishockeyspieler
- Jarmila Machačová (* 1986), Radrennfahrerin
- Tomáš Zohorna (* 1988), Eishockeyspieler
- Hynek Zohorna (* 1990), Eishockeyspieler
- Tomáš Souček (* 1995), Fußballer
- Radim Zohorna (* 1996), Eishockeyspieler